# Gardnerville Ranchos, Nevada
Gardnerville Ranchos, Nevada là một cộng đồng dân cư thuộc quận lỵ quận Douglas thuộc tiểu bang Nevada, Hoa Kỳ.
Cộng đồng này được đặt tên theo. Nó có diện tích là 38,2  km² trong đó diện tích mặt nước là 0,0  km². Theo điều tra dân số của Cục điều tra dân số Hoa Kỳ năm 2000, cộng đồng có dân số 11.054 người.

## Nhân khẩu
Theo điều tra dân số [2] năm 2000, đã có 11.054 người, 4.003 hộ gia đình, và 3.146 gia đình sống trong các CDP. Mật độ dân số là 750,0 người trên một dặm vuông (289.6/km ²). Có 4.123 đơn vị nhà ở mật độ trung bình của 279.7/sq mi (108.0/km ²). Các trang điểm chủng tộc của các CDP là 91,74% người da trắng, 0,27% người Mỹ gốc Phi, 2,18% người Mỹ bản xứ, 1,00% châu Á, Thái Bình Dương 0,13%, 2,08% từ các chủng tộc khác, và 2,60% từ hai hoặc nhiều chủng tộc. Hispanic hay Latino thuộc một chủng tộc nào được 7,51% dân số.
Có 4.003 hộ, trong đó 40,8% có trẻ em dưới 18 tuổi sống chung với họ, 62,8% là đôi vợ chồng sống với nhau, 11,0% có nữ hộ và không có chồng, và 21,4% gia đình được không. 15,9% của tất cả các hộ gia đình đã được tạo ra từ các cá nhân và 4,9% có người sống một mình 65 tuổi hoặc lớn tuổi hơn là người. Cỡ hộ trung bình là 2,75 và cỡ gia đình trung bình là 3,06 người.
Trong CDP dân số được trải ra với 29,6% ở độ tuổi dưới 18, 6,0% 18-24, 29,0% 25-44, 23,5% 45-64, và 11,9% từ 65 tuổi trở lên người. Độ tuổi trung bình là 37 năm. Đối với mỗi 100 nữ có 99,8 nam giới. Đối với mỗi 100 nữ 18 tuổi trở lên, có 96,8 nam giới.
Thu nhập trung bình cho một hộ gia đình trong các CDP là $ 48.795, và thu nhập trung bình cho một gia đình là $ 51.546. Phái nam có thu nhập trung bình $ 37.292 so với 26.875 $ cho con cái. Thu nhập bình quân đầu người cho CDP là 20.856 $. Khoảng 6,4% của các gia đình và tăng 7,2% dân số sống dưới mức nghèo khổ, bao gồm 8,8% của những người dưới 18 tuổi và 3,0% của những người 65 tuổi hoặc hơn.